# Apeadeiro de Alvarelhos (Linha de Guimarães)
O Apeadeiro de Alvarelhos foi uma interface da Linha de Guimarães, que servia a localidade de Alvarelhos, no concelho de Trofa, em Portugal.

## História
O troço da Linha de Guimarães entre Trofa e Senhora da Hora, onde este apeadeiro se situava, foi inaugurado em 14 de Março de 1932 e entrou ao serviço no dia seguinte, pela Companhia dos Caminhos de Ferro do Norte de Portugal.
Em 24 de Fevereiro de 2002 foi encerrado o troço da Linha de Guimarães entre a Senhora da Hora e Trofa, para ser convertido numa linha do Metro do Porto. Com efeito, o canal por onde seguia a linha foi transferido da Rede Ferroviária Nacional para o Metro do Porto. Contudo, as obras acabaram por só avançar entre a Senhora da Hora e o ISMAI, troço que ficou concluído em 2006, integrado na Linha C do Metro do Porto. Com efeito, desde 2002 que o troço da Linha de Guimarães entre o ISMAI e a Trofa (no qual este apeadeiro se inclui) se mantém sem qualquer tráfego ferroviário, pesado ou ligeiro, o que tem gerado descontentamento na região, principalmente depois de em 2010 a empresa Metro do Porto ter retirado do seu plano de atividades o prolongamento da Linha C desde o ISMAI até à Trofa.